# Pazarić
Pazarić är en ort i Bosnien och Hercegovina.   Den ligger i entiteten Federationen Bosnien och Hercegovina, i den centrala delen av landet, 17 km väster om huvudstaden Sarajevo. Pazarić ligger 643 meter över havet och antalet invånare är 4 787.
Terrängen runt Pazarić är kuperad åt nordväst, men åt sydost är den bergig. Runt Pazarić är det ganska tätbefolkat, med 93 invånare per kvadratkilometer.. Närmaste större samhälle är Sarajevo, 17,0 km öster om Pazarić. 
I omgivningarna runt Pazarić växer i huvudsak blandskog.